# Big Country
Big Country is een Schotse band, die vooral in de jaren tachtig succes had. De band is in Nederland vooral bekend van hun hits Chance (1983) en Look Away (1986).
Het kenmerkende twee-gitarengeluid van Stuart Adamson en Bruce Watson voegde een melodieus Schots karakter aan de muziek van Big Country toe. Dit is onder andere te horen in de Schotse cultfilm Restless Natives (1985), waarvoor Big Country de filmmuziek maakte.
Na het overlijden van Stuart Adamson hebben de overige bandleden zich beziggehouden met andere projecten. Sinds begin 2007 is Big Country weer actief en vinden er een aantal optredens plaats waarbij bassist Tony Butler korte tijd als leadzanger fungeerde. Eind 2010 versterken zanger Mike Peters (The Alarm) en gitarist Jamie Watson (de zoon van Bruce Watson) de band waarna een korte toer volgt. De samenwerking bevalt zo goed dat op 29 augustus 2011 voor het eerst sinds 1999 nieuw materiaal van Big Country uitkomt, de single "Another Country".

## Bandleden
- Stuart Adamson (11 april 1958, Manchester, Engeland  - 16 december 2001, Honolulu, Hawaï)
- Bruce Watson (11 maart 1961, Ontario, Canada)
- Tony Butler (13 februari 1957, Ealing, Londen, Engeland)
- Mark Brzezicki (21 juni 1957, London, Engeland)

## Discografie

### Albums
Studioalbums
- The Crossing (1983)
- Steeltown (1984)
- The Seer (1986)
- Peace in Our Time (1988)
- No Place Like Home (1991)
- The Buffalo Skinners (1993)
- Why the Long Face (1995)
- Driving To Damascus (1999)
- Undercover (Coverakbum, 2001)
- The Journey (2013)

Livealbums
- Without the Aid of a Safety Net (1994)
- Radio 1 Sessions (1994)
- BBC Live in Concert (1995)
- Eclectic (1996)
- Greatest Hits Live (1997)
- King Biscuit Flower Hour (1997)
- Brighton Rock (1997)
- Live at Wolverhampton (2000)
- Big Country: The Nashville Album (2000)
- Come Up Screaming (2000)
- Keep on Truckin' (2001)
- Peace Concert, Live in East Berlin 1988 (2001)
- One in a Million (2001)
- Das Fest - Live in Germany 95 (2002)
- Wonderland Live (2002)
- Live in Cologne (2002)
- Live Hits (2003)
- Without the Aid of a Safety Net - The Complete Concert (2005)
- Twenty Five Live (2007)
- Live 2011 Shepherds Bush Empire 15.04.2011 (2011)
- Dreams Stay With You, Edinburgh Picture House (2011)

Verzamelalbums
- Through a Big Country: Greatest Hits (1990)
- The Collection (1993)
- The Best of Big Country (1994)
- In a Big Country (1995)
- Master Series (1997)
- Kings of Emotion (1998)
- Restless Natives & Rarities (1998)
- Rarities II (2001)
- 20th Century Masters - The Millennium Collection: The Best of Big Country (2001)
- Greatest 12 Inch Hits (2001)
- Universal Masters Collection - Classic Big Country (2001)
- www.bigcountry.co.uk (2001)
- Greatest hits of Big Country & The Skids (2002)
- Singles Collection Vol. 1: The Mercury Years ('83 - '84) (6-CD box set) (2002)
- Singles Collection Vol. 2: The Mercury Years ('84 - '88) (7-CD box set) (2002)
- Rarities III (2002)
- Singles Collection Vol. 3: ('88 - '93) (7-CD box set) (2003)
- Singles Collection Vol. 4: ('91 - '00) (7-CD box set) (2003)
- The Collection (Spectrum Music) (2003)
- Rarities IV: (The Crossing Sessions) (2003)
- Rarities V: (No Place Like Home Sessions) (2004)
- Rarities VI (2004)
- Rarities VII: (The Damascus Sessions) (2004)
- Rarities VIII (2005)
- Fields of Fire - The Ultimate Collection (2011)
- And...In the Beginning (2012)
- Big Country at the BBC (2013)
- Big Country at the BBC - The Best of the BBC Recordings (2013)
- Why The Long Face, 4CD Deluxe Expanded Box Set (2018)
- Essential (2020)

### Ep's
- Wonderland (1984)
- Non (1995)
- In the Scud (1999)
- Bon Apetit (1999)

### Charts
Albums
| Album met eventuele hitnotering(en) in de Nederlandse Album Top 100 | Datum van verschijnen | Datum van binnenkomst | Hoogste positie | Aantal weken | Opmerkingen   |
| ------------------------------------------------------------------- | --------------------- | --------------------- | --------------- | ------------ | ------------- |
| The Crossing                                                        | 15-07-1983            | 05-11-1983            | 11              | 5            |               |
| Steeltown                                                           | 19-10-1984            | 17-11-1984            | 33              | 3            |               |
| The Seer                                                            | 14-07-1986            | 12-07-1986            | 8               | 12           |               |
| Through a Big Country: Greatest Hits                                | 21-05-1990            | 02-06-1990            | 76              | 4            | Verzamelalbum |

Singles
| Single met eventuele hitnotering(en) in de Nederlandse Top 40 | Datum van verschijnen | Datum van binnenkomst | Hoogste positie | Aantal weken | Opmerkingen                 |
| ------------------------------------------------------------- | --------------------- | --------------------- | --------------- | ------------ | --------------------------- |
| Chance                                                        | 26-08-1983            | 15-10-1983            | 14              | 6            | Nr. 18 in de Single Top 100 |
| Look Away                                                     | 04-04-1986            | 24-05-1986            | 27              | 5            | Nr. 14 in de Single Top 100 |

| Single met hitnotering(en) in de Vlaamse Ultratop 50 | Datum van verschijnen | Datum van binnenkomst | Hoogste positie | Aantal weken | Opmerkingen |
| ---------------------------------------------------- | --------------------- | --------------------- | --------------- | ------------ | ----------- |
| Chance                                               | 1983                  | 12-11-1983            | 14              | 4            |             |